# Oscar J. Schwenk
Oscar J. Schwenk (amtlich Oskar Jakob Schwenk, * 19. Oktober 1944; † 15. Juli 2023) war ein Schweizer Ingenieur, Manager, Unternehmer und Landwirt. Von 1994 bis 2021 war er Geschäftsführer bzw. Verwaltungsratspräsident der Pilatus Aircraft und hat in dieser Zeit das Unternehmen gross gemacht. Daneben war er Eigentümer der Mineralwassermarke Knutwiler und an Rinderfarmen in Australien beteiligt.

## Leben
Nachdem Oscar Schwenk die Kantonsschule Luzern und Kunstgewerbeschule besuchte, fing er an der Universität Zürich an, Kunst, Philosophie und Agrarwissenschaften zu studieren, wechselte aber und wurde Maschinenbauingenieur. Nach dem Studium begann er zunächst bei den Eidgenössischen Flugzeugwerken in Emmen im Windkanal zu arbeiten, bevor er 1979 zur Pilatus Aircraft in Stans wechselte. Bei der Pilatus war er von 1994 bis 2012 Vorsitzender der Geschäftsleitung und von 2006 bis 2021 Verwaltungsratspräsident. Im Weiteren war er Verwaltungsratspräsident der Pilatus-Bahnen und der Altenrhein Aviation. Er war verheiratet und Vater dreier Kinder. Schwenk starb am 15. Juli 2023 im Alter von 78 Jahren an einem Herzinfarkt.

## Auszeichnungen
- Nomination für den SwissAward 2014 (Wirtschaft)